# Baana
Baana est une voie de circulation douce au centre d'Helsinki en Finlande.
Elle préfigure le réseau Baana d'Helsinki.

## Présentation
La voie relie le centre-ville d'Helsinki à Ruoholahti.
En 2009, un concours lui donne le nom de Baana.
Baana est inaugurée le 12 juin 2012.
En 2020, la longueur de la voie Baana est d'environ 1,3 kilomètre.
Elle va de Kiasma jusqu'à Länsilinkki à la limite entre les quartiers de Ruoholahti et de Kamppi.
La voie est construite sur le parcours de l'ancienne voie ferrée du port d'Helsinki, entre les rues Pohjoinen rautatiekatu et Eteläinen rautatiekatu.
En 2017, Baana est utilisée par environ 700 000 de cyclistes par an, et en 2020 plus d'un million,.
Baana a obtenu une mention spéciale au concours du Prix européen de l'espace public urbain en 2014.

## Projet d'extension
Baana sera prolongé au cours des années 2020 par le tunnel de Kaisa de 220 mètres de long.
Le tunnel , qui sera achevé en 2023, passera en dessous de la gare principale et prolongera  les liaisons directes de trafic léger entre Kansalaistori et le parc de Kaisaniemi, reliant l'est et à l'ouest du centre-ville d'Helsinki.

## Galerie

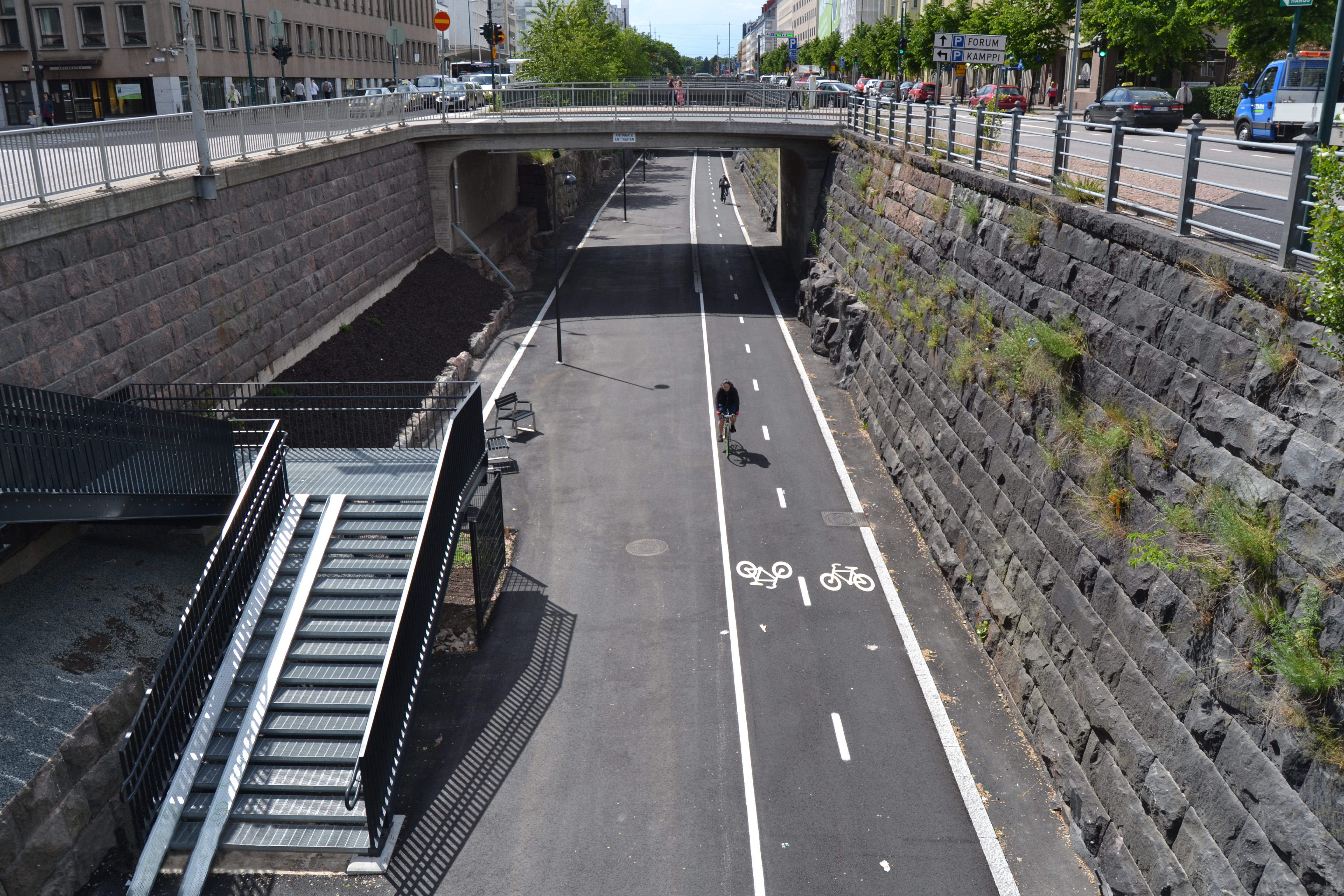
Baana et le pont de la rue Antinkatu en 2012.
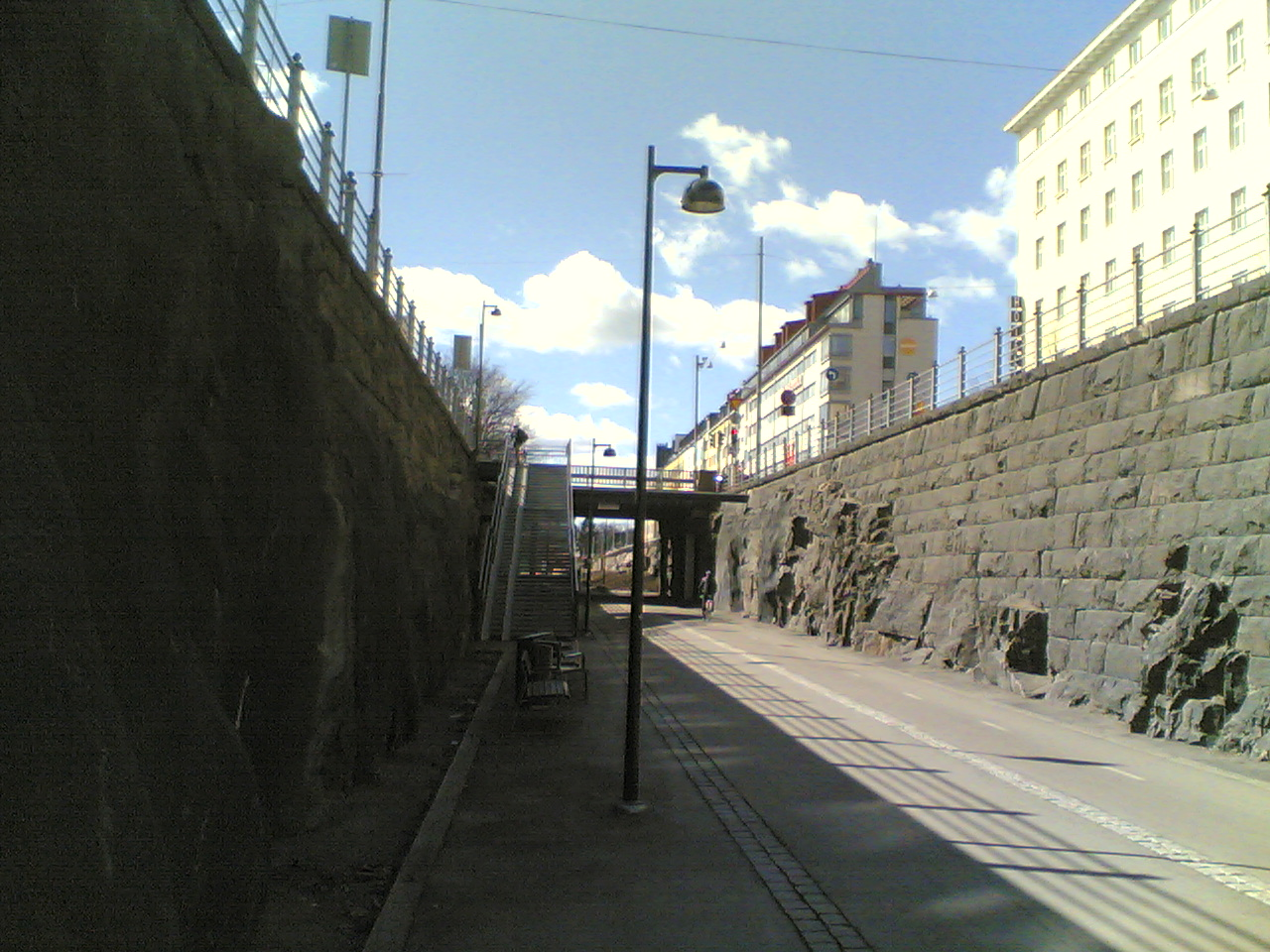
Rue Runeberginkatu.
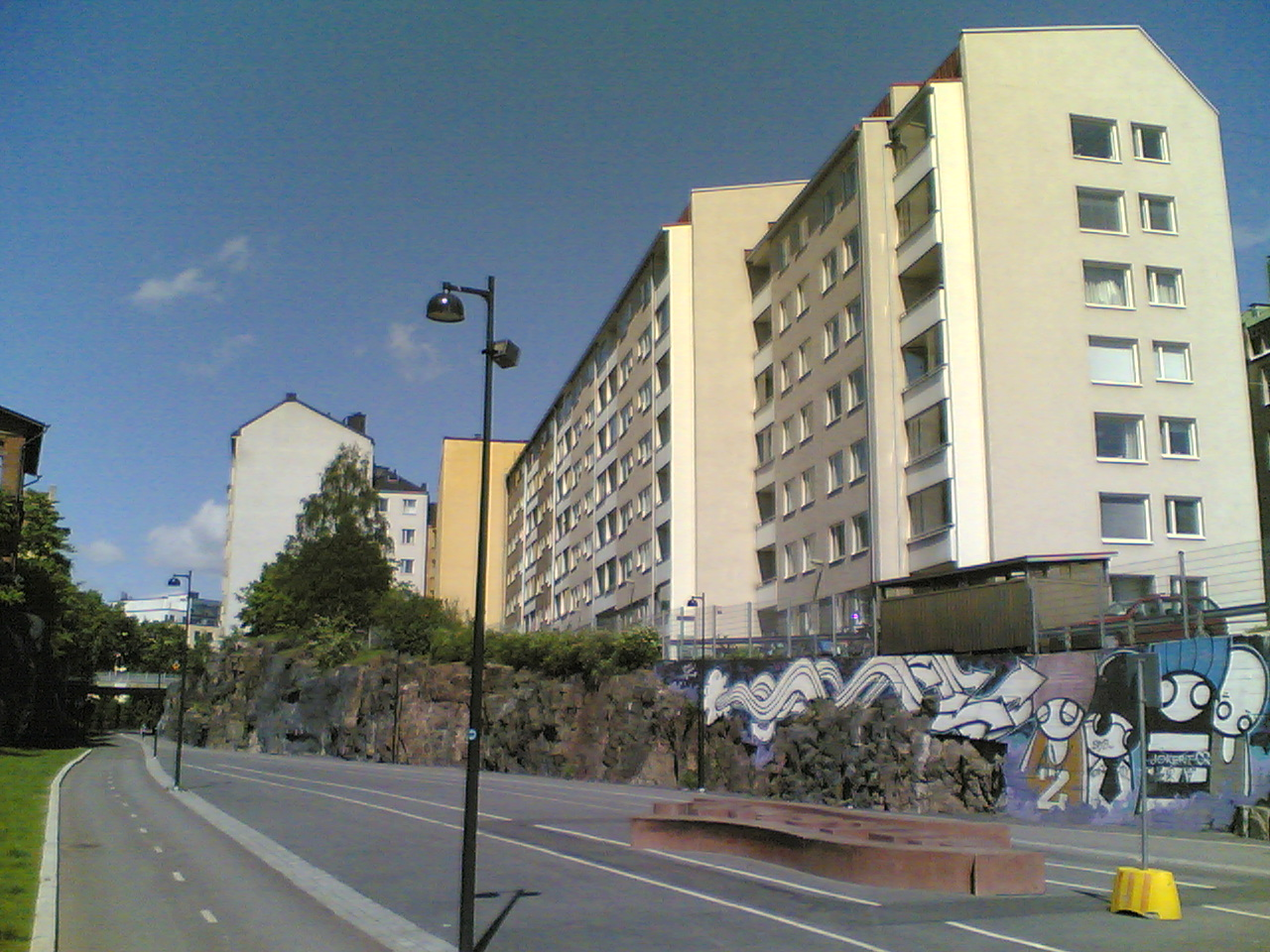
Rue Työmiehenkatu.

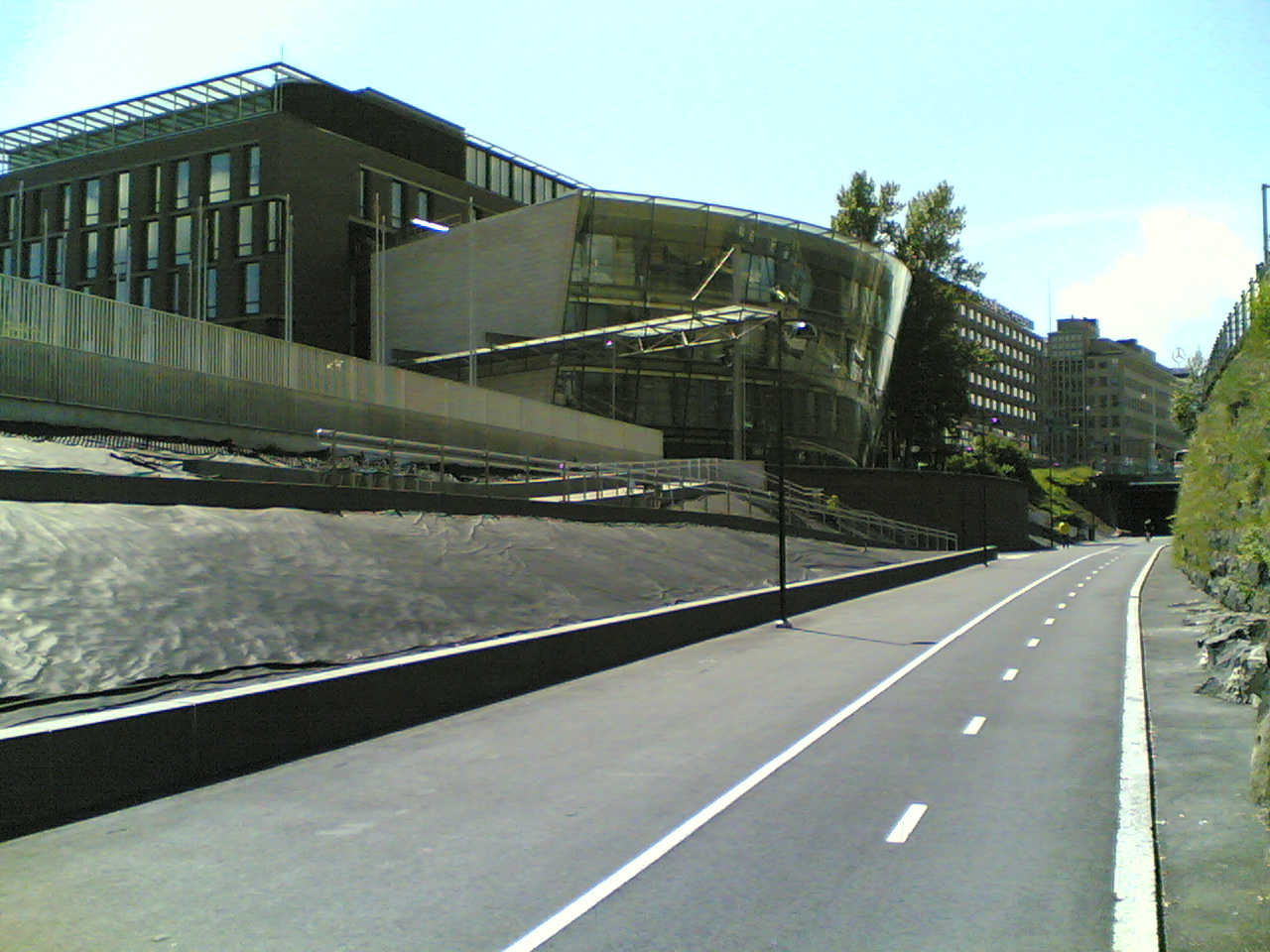
Kamppi.
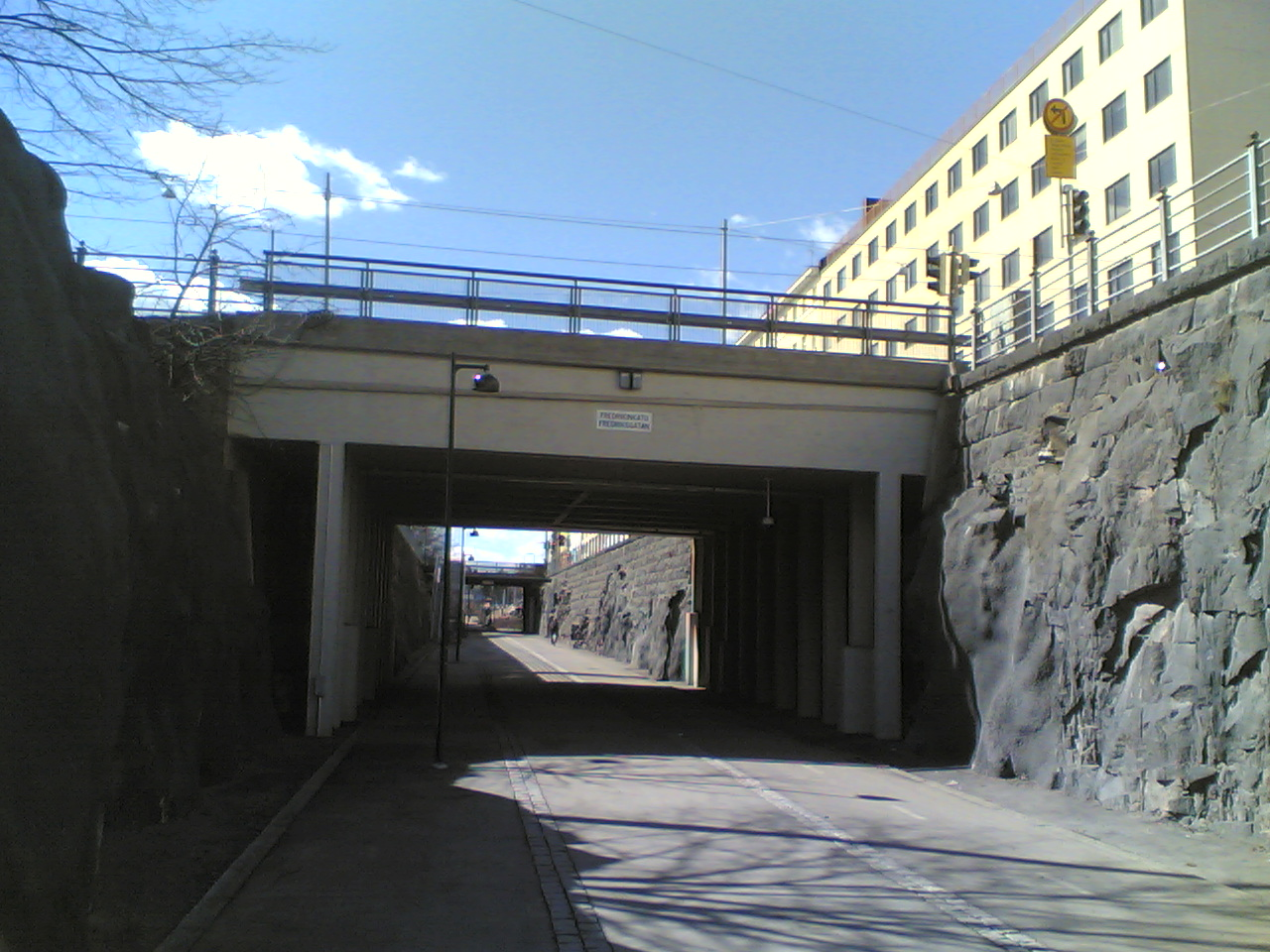
Rue Fredrikinkatu.
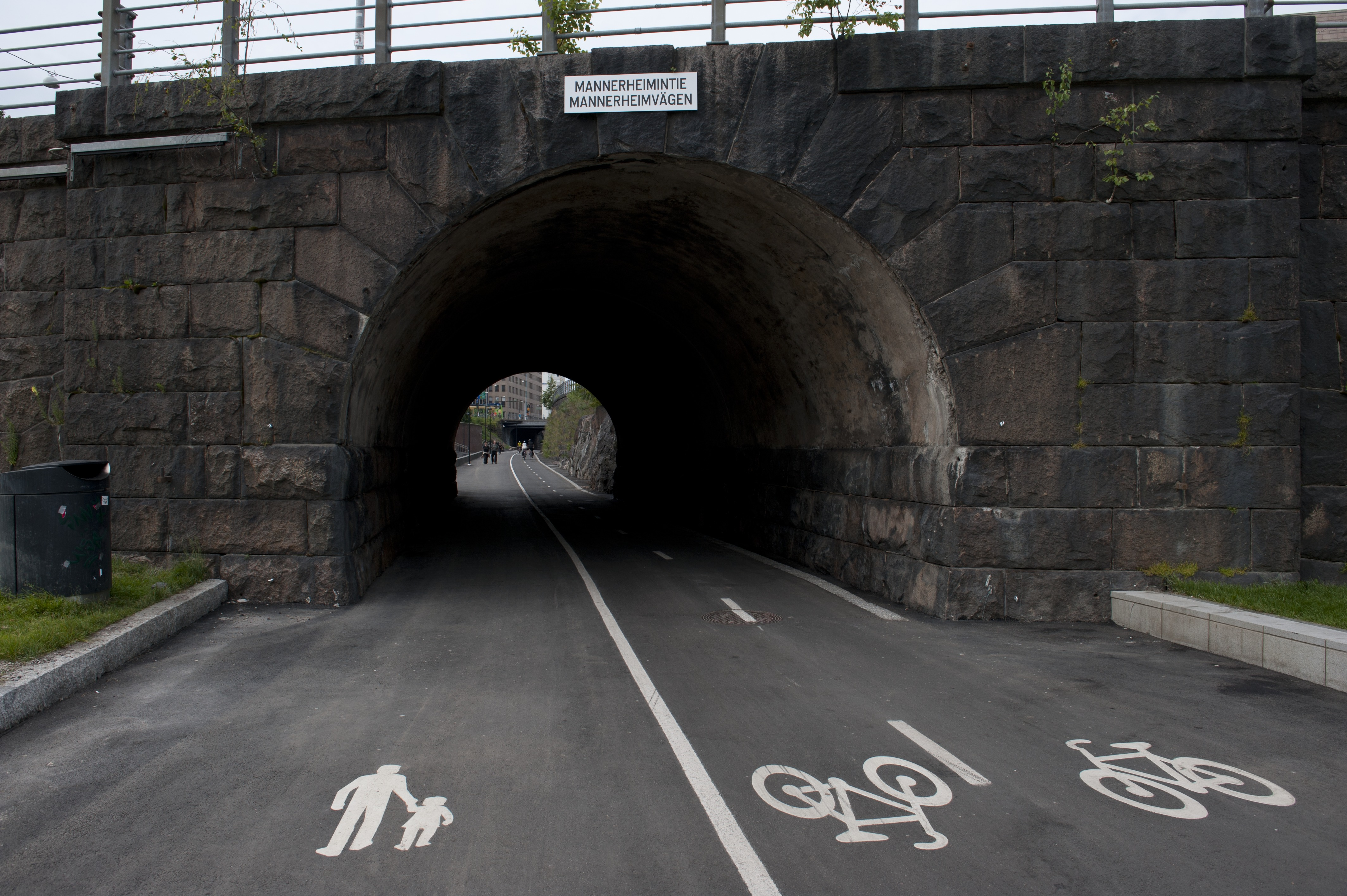
Rue Mannerheimintie.